# Тільки через її труп
Тільки через її труп (англ. Enid Is Sleeping) — американська комедія 1990 року.

## Сюжет
Одного разу Енід приїхала додому і застала свою сестру Джейн в ліжку зі своїм чоловіком, який служить офіцером поліції.
Так як за характером Енід просто стерва, вона почала бійку, схопила пістолет чоловіка і отримала від Джейн вазою по голові. Від удару Енід впала і померла. У коханців є вибір: йти в поліцію і зізнаватися у скоєному або ж позбутися трупа. Гаррі і Джейн обрали другий варіант.

## У ролях
| Актор                  | Роль                            |
| ---------------------- | ------------------------------- |
| Елізабет Перкінс       | Джейн                           |
| Джадж Рейнгольд        | Гаррі                           |
| Джеффрі Джонс          | Флойд                           |
| Морін Мюллер           | Енід                            |
| Рі Перлман             | Мевіс                           |
| Брайон Джеймс          | водій вантажівки                |
| Чарльз Тайнер          | людина на індійському похованні |
| Генрі Джонс            | старий                          |
| Майкл Дж. Поллард      | менеджер мотелю                 |
| Джеймс Лейшлі          | працівник бензоколонки          |
| Ніколас Лав            | розбійник 1                     |
| Алекс Чепман           | розбійник 2                     |
| Люче Рейнс             | пожежник                        |
| Діні Дакота            | Мері Лу                         |
| Моріс Філліпс          | поліцейський                    |
| Шон Претт              | Джо Боб                         |
| Сьюзен Кеш             | мати                            |
| Паула Джонсон          | місіс Гоппер                    |
| Карлтон Бінер          | маленький Гаррі                 |
| Джеймі Лінн Гренхам    | маленька Енід                   |
| Кассі Фрил             | маленька Джейн                  |
| Філ Мід                | шериф                           |
| Енн Гарріс Торнхілл    | Бабс                            |
| Кріс Ярнелл            | малюк                           |
| Оуен Лоріан            | репортер                        |
| Керол Рені             | леді                            |
| Дж.Д. Гарфілд          | поліцейський                    |
| Джеймс «Дж.Р.» Поллард | власник магазину                |
| Джон Тюелл             | D.H.                            |